# Vierfarben-Mistelfresser

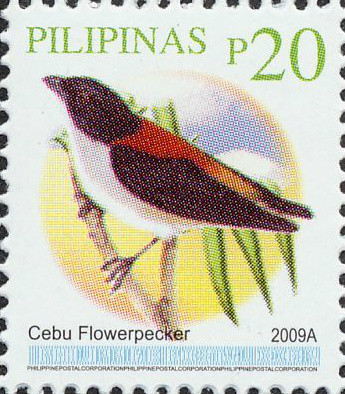
Vierfarben-Mistelfresser auf einer philippinischen Briefmarke von 2009

Der Vierfarben-Mistelfresser (Dicaeum quadricolor), auch als Cebu-Blütenpicker bezeichnet, ist ein seltener Singvogel aus der Familie der Mistelfresser, der auf der philippinischen Insel Cebu endemisch ist und von der IUCN als vom Aussterben bedroht (“critically endangered”) eingestuft wird.

## Beschreibung
Der Vierfarben-Mistelfresser erreicht eine Größe von 11 bis 12 Zentimetern. Das Männchen ist durch einen großen, dreieckigen, scharlach- bis zinnoberroten Mantelfleck charakterisiert. Der Unterrücken ist ockerfarben mit grünlichem Anflug. Rücken, Nacken, Kopf- und Halsseiten, Flügel und Schwanz sind glänzend blauschwarz. Die Unterseite ist hellgelb. Kinn, Bauchmitte, Achseln, Unterschwanzdecken und Unterflügeldecken sind weiß. Die Flanken sind helloliv verwaschen. Beim Weibchen ist die Oberseite braun. Der Kopf ist schwach oliv verwaschen, der Rücken, die Flügeldecken und die Außenfahnen der Armschwingen sind stark oliv verwaschen. Der Bürzel ist fast völlig olivgelb. Die Unterseite ist grauweiß mit schwachem olivgelben Anflug, der zur Bauch- und Brustmitte heller wird. Die Unterflügeldecken, die Achseln und die Innenfahnen der Federkiele sind weiß.

## Lebensraum und Lebensweise
Der Vierfarben-Mistelfresser ist ein Waldbewohner und kommt in Höhenlagen bis 500 Meter vor. Seine Nahrung besteht aus den Beeren von Riemenblumengewächsen und kleinen reifen Feigenfrüchten.

## Gefährdung
Bei der wissenschaftlichen Erstbeschreibung im Jahre 1877 durch Arthur Hay, 9. Marquess of Tweeddale galt der Vierfarben-Mistelfresser noch als relativ häufig. In den 1890er-Jahren wurden Cebus Wälder stark gerodet und sein Lebensraum in der Terra typica bei Toledo City wurde komplett zerstört. Zwischen 1906 und 1992 galt er als ausgestorben, bis er vom Ornithologen Rob Timmins in einem Waldfragment bei Tabunan wiederentdeckt wurde. Heute existieren weniger als 100 Individuen in den Regionen von Tabunan, Nug-As, Dalaguete und am Mount Lantoy. 1996 wurde eine streng geschützte Zone im Central-Cebu-Nationalpark geschaffen, um die Art vor der Ausrottung zu bewahren.
Der Vierfarben-Mistelfresser war die erste Art, für die der Begriff Romeo-Irrtum verwendet wurde.